# Vanity Fair (rivista italiana)
Vanity Fair è un periodico di costume, cultura, moda e politica, dal 2003 edizione italiana di una delle diverse riviste in lingua inglese, Vanity Fair, nato negli Stati Uniti d'America nel 1983. Da dicembre 2018 è diretta da Simone Marchetti.

## Storia
La prima edizione italiana di Vanity Fair fu creata nel maggio 1990 da Paolo Pietroni (che per la Condé Nast creò e diresse anche Myster, con Carlo Palumbo come condirettore). Il mensile fu chiuso dopo un anno (maggio 1991).
Vanity Fair riapparve nel 2003 come settimanale. Oggi la rivista vanta grandi firme del giornalismo italiano. All'angolo della posta collabora, con le sue opinioni in forma di risposte alle lettrici, la cantante Mina. A partire dal 2015 l'angolo della posta è gestito da Massimo Gramellini.
Nel novembre 2018, la rivista Vanity con il patrocinio del Comune di Milano ha inaugurato presso gli spazi del Cinema Anteo, Vanity Fair Stories, un evento dedicato ai propri lettori. L'evento che ha avuto un impatto digitale notevole con circa 200 000 visualizzazioni su streaming dei live trasmessi da Vanity sulla pagina Facebook, si è concluso con la premiazione dei Vanity Fair Stories – The awards.

## Direttori
- Paolo Pietroni (1990-91)
- Carlo Verdelli (2004-06)[8]
- Luca Dini (2006-17)[9]
- Daniela Hamaui (2017-18)[10]
- Simone Marchetti (2018-)[11]